# زفاف أبيض (فلم)
زفاف أبيض (بالإنجليزية: White Wedding) فيلم كوميدي رومانسي جنوب أفريقي صدر في الثالث من أيلول/سبتمبر 2010 من إنتاج دادا فيلمز (بالإنجليزية: Dada Films) وذا ليتل فيلم كومباني (بالإنجليزية: The Little Film Company). يروي الفيلمُ قصّة مغامرةٍ في رحلة برية بدأها العريس وصديقه المقرب أثناء تسابقهما عبر جنوب أفريقيا أثناء حفل زفاف. شاركت جنوب أفريقيا بهذا الفيلم في حفل توزيع جوائز الأوسكار الثاني والثمانون حيثُ رُشِّحَ للمنافسة على جائزة الأوسكار لأفضل فيلمٍ بلغة أجنبية.

## القصّة
يُغادر إلفيس (يلعب دوره الممثل كينيث نكوسي) محطة جوهانسبرغ بارك متوجهًا إلى ديربان حيث سيقوده صديقه المقرب تومي (يلعب دوره الممثل رابولانا سايفيمو) إلى كيب تاون لحضور حفل زفافه من أياندا (تلعب دورها الممثلة زانديلي مسوتوانا). لا شيء يسير وفقًا للخطة بينما يتجول الصديقان في جميع أنحاء البلاد، ويلتقيان بشخصيات غريبة الأطوار على طول الطريق، بينما تنتظر أياندا بعصبية في كيب تاون وصول زوجها المستقبليّ.

## طاقم التمثيل
- كينيث نكوسي في دور الفيس
- رابولانا سيفييمو في دور تومي
- زانديلي مسوتوانا في دور أياندا
- جودي ويتاكر في دور روز
- مبوليلو جروتبوم في دور توني
- لولو نزوكسي في دور زوكي